# Segundo teorema de Noether
Na matemática, o Segundo Teorema de Noether descreve as simetrias do funcional de ação em um sistema de equações diferenciais. A ação, representada por 𝑆, de um sistema físico é a integral da função Lagrangiana, denotada por 𝐿. Através do princípio da mínima ação, o comportamento do sistema pode ser determinado.
De maneira mais específica, o teorema afirma que se a ação possui uma álgebra de Lie de dimensão infinita com simetrias infinitesimais parametrizadas linearmente por k e funções arbitrárias, juntamente com suas derivadas de ordem superior a m, então as derivadas funcionais de 𝐿 satisfazem um sistema de k equações diferenciais.
O Segundo Teorema de Noether encontra aplicação na teoria de calibre, que constitui os pilares fundamentais de todas as teorias de campos modernas na física, incluindo o modelo padrão.